# برنهارد فولكستاد
برنهارد فولكستاد (بالنرويجية البوكمول: Bernhard Folkestad)‏ هو كاتب ورسام نرويجي، ولد في 13 يونيو 1879 في لندن في المملكة المتحدة، وتوفي في 9 مارس 1933 في أوسلو في النرويج.

## معرض صور

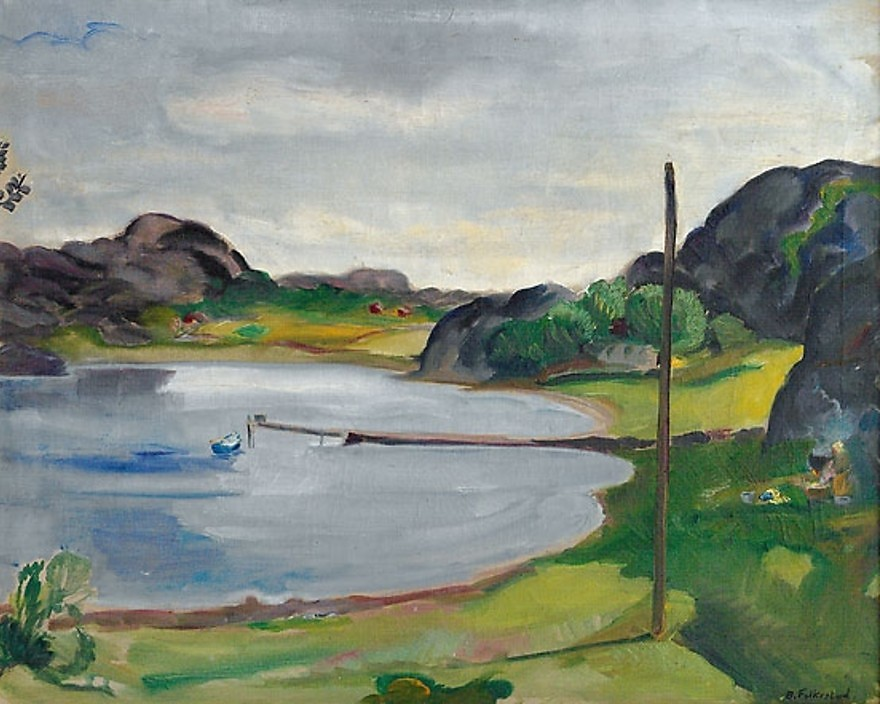
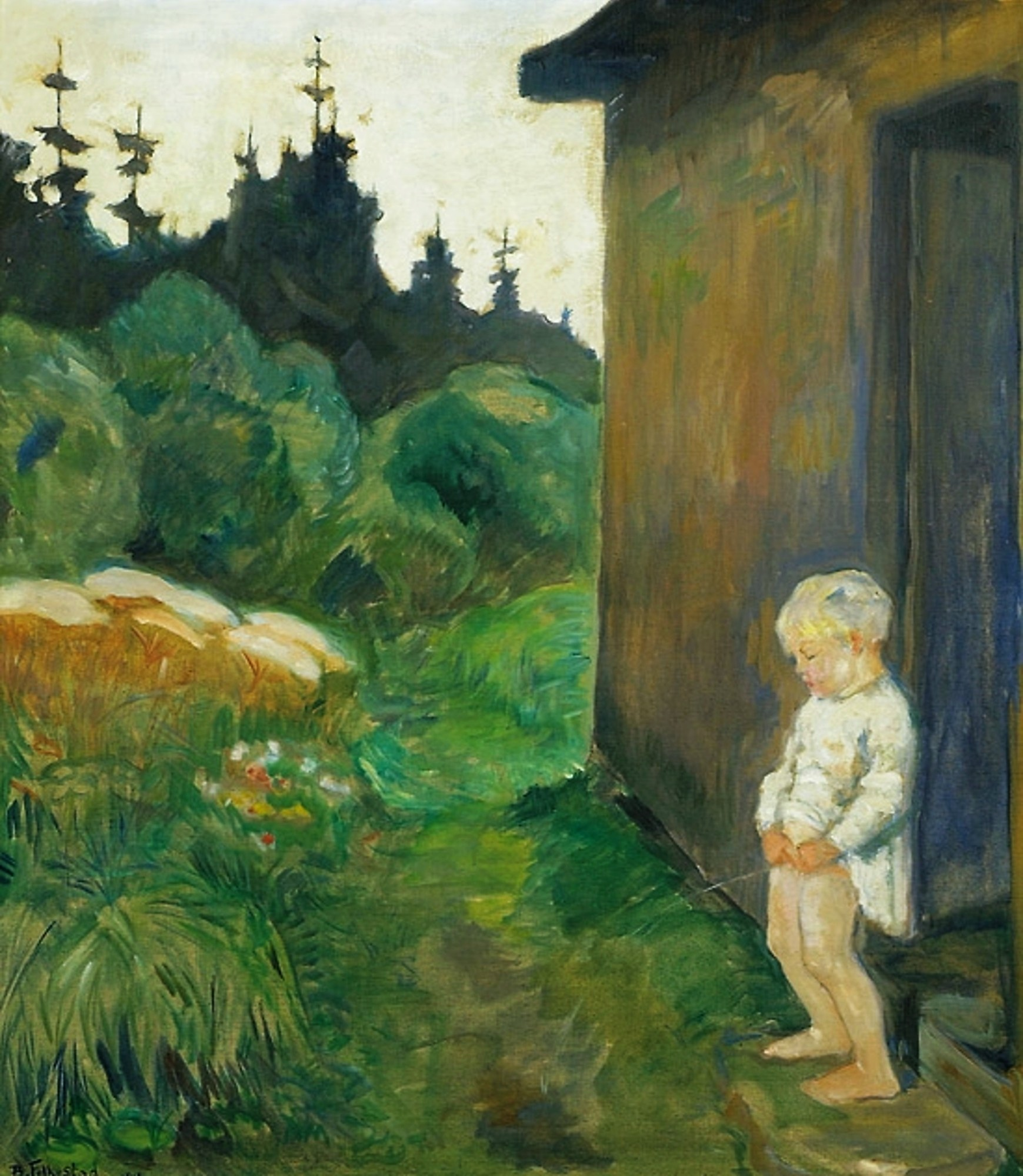
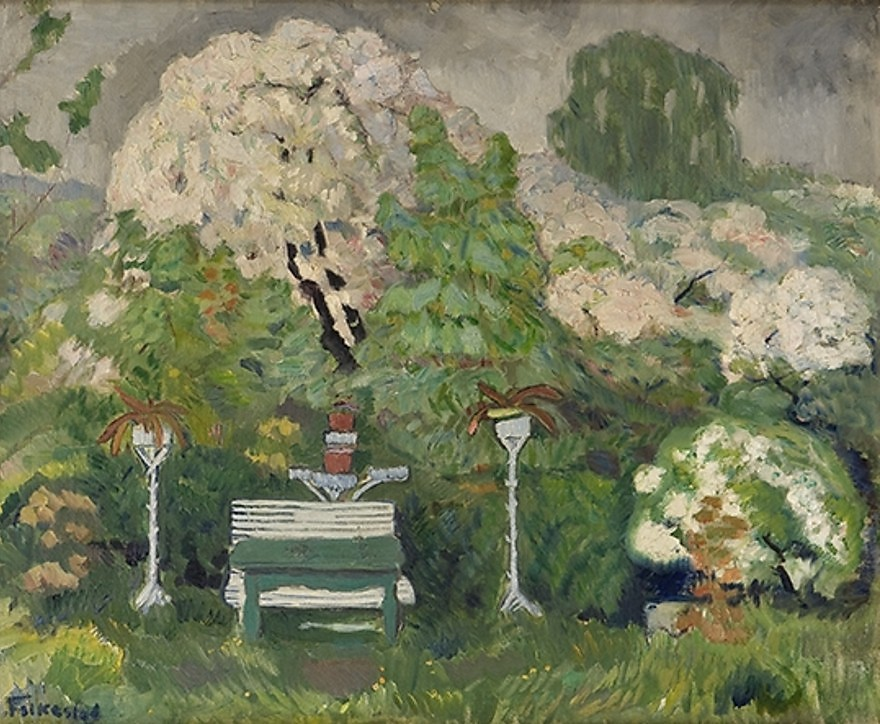
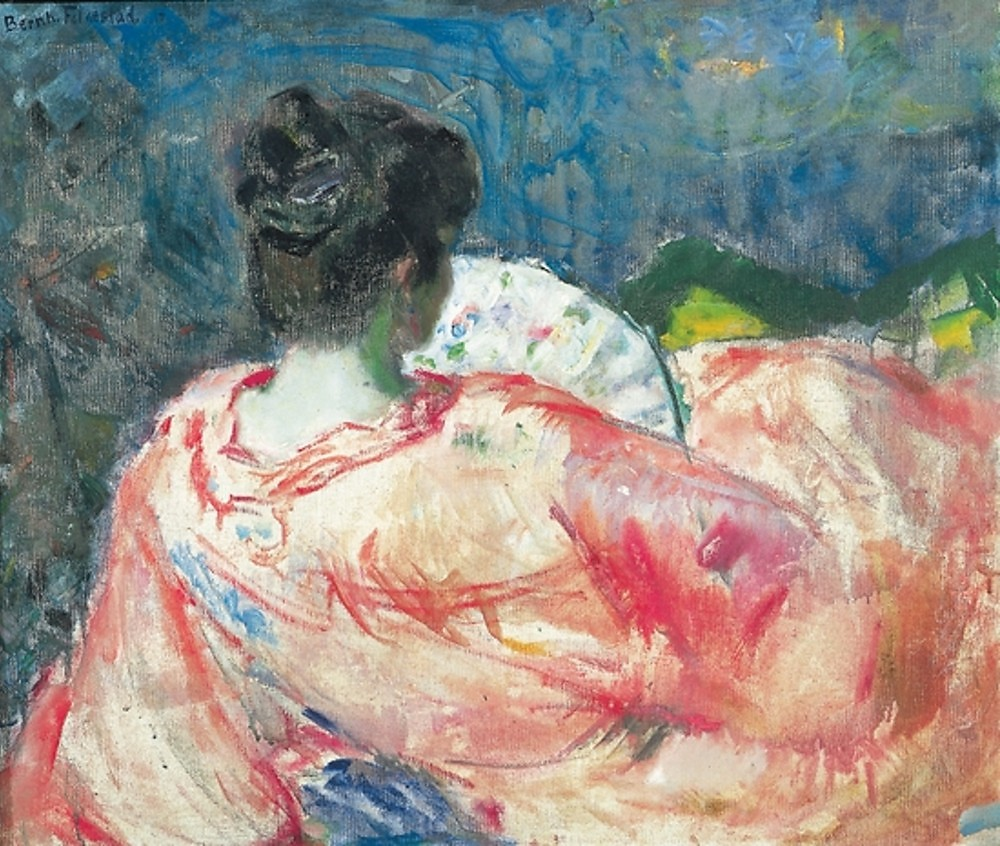